# Paul Dreibrodt
Paul Dreibrodt (* 19. Juli 1905 in Köllitsch; † 28. Mai 1945 in Bützow) war ein deutscher kommunistischer Widerstandskämpfer gegen den Nationalsozialismus und Opfer des Nationalsozialismus.

## Leben
Dreibrodt erlernte nach dem Besuch der Volksschule den Beruf des Zimmerers. Er trat als junger Mann in den Kommunistischen Jugendverband und später in die KPD ein und engagierte sich gegen den aufkommenden Nationalsozialismus. Nach der Machtübergabe an die NSDAP setzte er seine Widerstandstätigkeit illegal im Kontakt mit der Widerstandsgruppe Bästlein-Jacob-Abshagen fort, der er sich 1942 anschloss. Das geschah unter Mitwissen und Beteiligung seiner Schwester Grete und seiner eigenen Frau gleichen Namens. So versteckten sie den Harburger Widerstandskämpfer Karl Kock, der mit Steckbrief gesucht wurde. Als die Gestapo auf ihr Handeln aufmerksam geworden war, wurde Dreibrodt am 5. März 1943 verhaftet. Danach verurteilte ihn ein Gericht wegen „Vorbereitung zum Hoch- und Landesverrat“ zu sechs Jahren Zuchthaushaft, die er in Celle absitzen musste. Als die alliierten Befreier 1945 immer näher rückten, verbrachte die Gestapo Dreibrodt und andere Mitgefangene ins Zuchthaus von Bützow-Dreibergen in Mecklenburg, wo er noch im Mai an den Folgen seiner Haft verstarb.
Seine Witwe Grete engagierte sich nach der Befreiung vom Nationalsozialismus für die Erinnerungsarbeit an den Widerstand und stellte eine erste Harburger Totenliste zusammen. Sie half bei der Entstehung des Buches »Streiflichter aus dem Hamburger Widerstand 1933 – 1945« mit. Sie gehörte auch zu den Autoren des Sammelbandes »Die Anderen«, in dem über den Widerstand in Harburg und Wilhelmsburg berichtet wird. Sie starb mit 100 Jahren in einem Pflegeheim.
Paul Dreibrodt war verheiratet und der Vater seines Sohnes Heinz.

## Ehrung

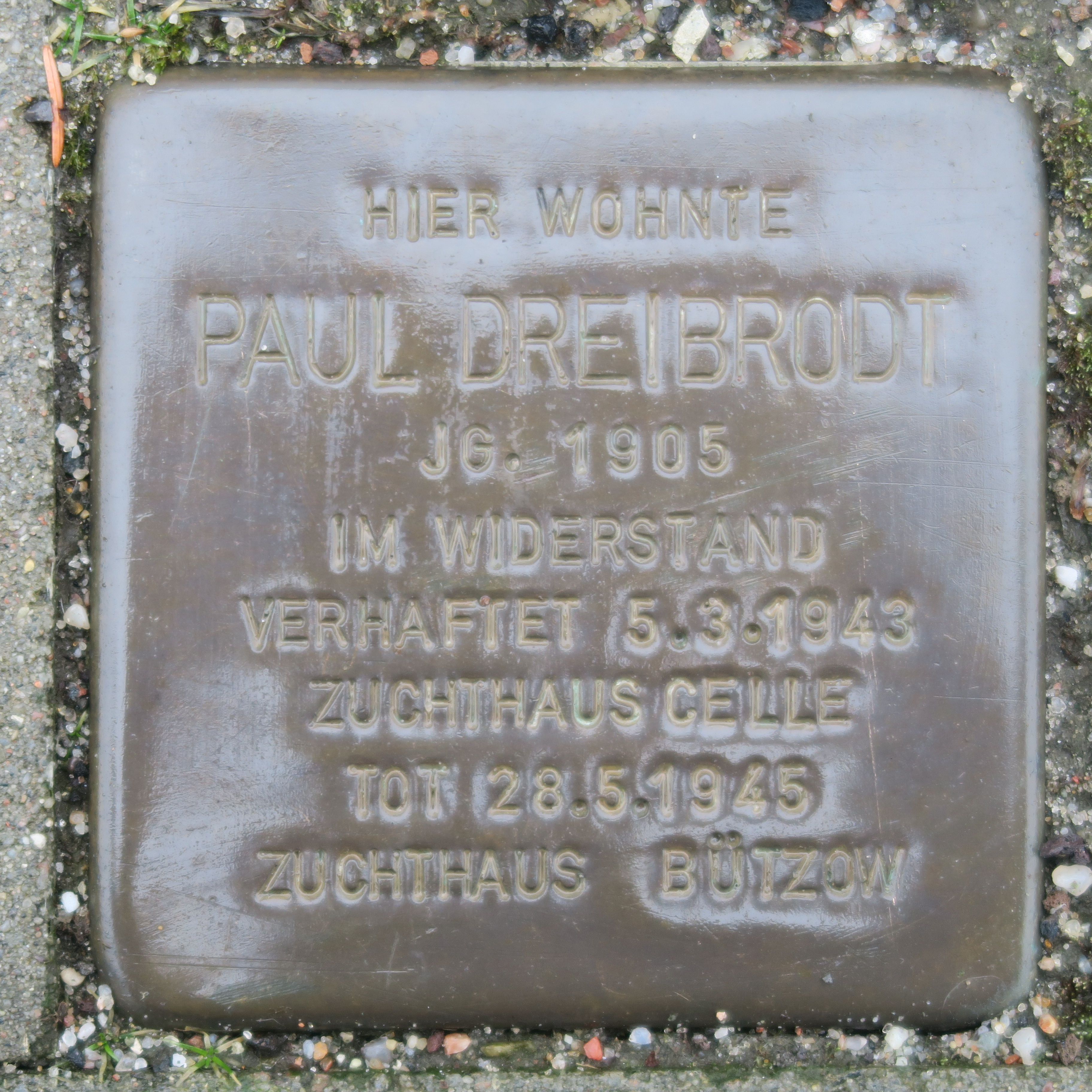
Stolperstein vor Dreibrodts Wohnhaus

Am 13. Dezember 2008 verlegte der Aktionskünstler Gunter Demnig vor Dreibrodts Wohnhaus in der Heinrich-Heine-Straße 30 im Stadtteil Wilstorf des Stadtbezirks Hamburg-Harburg einen Stolperstein zu seinem Gedenken.